# Hosszúhetény
Hosszúhetény (németül: Hetting, horvátul: Hetinj) község Baranya vármegyében, a Pécsi járásban. A falusi turizmus jelentős központja a Mecsek hegységben, a Zengő lábánál.

## Fekvése
Hosszúhetény festői fekvésű falu a Kelet-Mecsek déli szegélyén, a Mecsek legmagasabb csúcsa, a 682 méter magas Zengő délkeleti lankái és a Hármashegy lába közti völgyekben és dombokon, a 6-os főúttól néhány kilométerre. Pécstől 16 kilométerre kelet-északkeletre, Pécsváradtól nyugatra, Komlótól délkeletre helyezkedik el.
Nevéhez méltóan a falu elejét és végét jelző tábla közt több kilométer a távolság és a falu hosszan benyúlik a Zengő és a Hármashegy felé is. 2020. július 31-én a helyi 3Htv szervezésében szélső telektől szélső telekig mérőkerékkel lemérték a falu belterületi hosszát, és 3790,2 métert rögzítettek. Közigazgatásilag Hosszúhetényhez tartozik két gyönyörű fekvésű hegyi falucska, Püspökszentlászló és Kisújbánya is.
Régebben Hosszúhetényhez tartozott Zobákpuszta is, amit 1967. január 1-jével Komlóhoz csatoltak.
Valamikor a falu Szent Miklósnak szentelt plébániatemplomához tartozott filiaként Somogy, Hird, Vasas, Komló és Martonfa.

### Közlekedés
Közúton nyugatról és keletről Pécs, illetve Pécsvárad felől a 6-os főútról (vagy az azzal itt lényegében párhuzamos 6544-es útról) Hird településnél Komló irányába fordulva közelíthető meg, a Magyaregregy-Szászvár felé vezető 6541-es úton. Észak felől Komlóról az út a Mecsek hegység völgyeiben szerpentineken halad a község felé. Elérhető Baranya keleti és északi részéből is Szászvár és Mágocs irányából. Komlótól közúton 10, Pécsváradtól 12 kilométer a távolság. 2010-ben készült el a 6541-es út Hosszúhetényt elkerülő szakasza, azóta a belterületet átszelő szakasz a 6547-es számozást viseli. Még egy, a települést érintő útszakasz számít országos közútnak: a 2 kilométer hosszú 56 119-es út, amely Hosszúhetény déli határszélén ágazik ki dél-délkelet felé a zsákfalunak tekinthető Martonfa község központjába.
A község utcáitól jókora távolságra délre (ugyancsak a település és Pécsvárad határvonalának közelében) helyezkedik el Hosszúhetény vasútállomás a Pécs–Bátaszék-vasútvonalon; 2009. december 12. óta itt szünetel is a személyforgalom. A vasútról hosszúhetényi népdal is szól.

### Részei
A Hármashegyhez közeli falurész helyi neve „főszög”, a Pécshez közelebbi, általában újabb építésű házakból álló rész a „faluvég”. A Hegyalja utca környéke, ahová a 19. században a közvetlen környékről sok betelepülő költözött, a Kiskényöske. (Ez Reuter Camillo elmélete szerint valamikor külön falu lehetett Kenézke néven.) Régen különállt, a faluval mára egybenőtt a faluvéghez közelebbi Ormánd, amelynek alsó része egy külön völgyben helyezkedik el. Különálló falurész a Pécs-Vasas felé eső oldalon Hársastelep.
A lakóházas részeket északról, keletről és délről félkaréjban nagy területen elszórt szőlőpincék szegélyezik.
Ma Hosszúhetényhez tartozik két egykor önálló község, Püspökszentlászló és Kisújbánya is. Csak üvegkohóinak maradványai maradtak fenn a régi Pusztabányából.

## Geológiája
Kőzetei:
- Jura időszaki tengeri üledékes mészkő
- Trachidolerit – a kréta időszaki vulkáni működés során keletkezett, bazalthoz hasonló vulkáni kőzet. Felszínre jut a település közepén egy feltárásban és a szőlők közt is több éles gerincben. Ha tenger alatt szilárdult meg, barna színű, könnyen lazuló, káposztalevelek módjára szétmálló. Különben szürke vagy fekete, benne feketén fénylő piroxénkristályokkal.
- Fonolit vagy hangkő – alsó kréta kori vulkáni kőzet, amely megütve csengő hangot ad. Főleg a falutól nyugatra, a Köves-hegyen. Útépítésre fejtik.

## Története

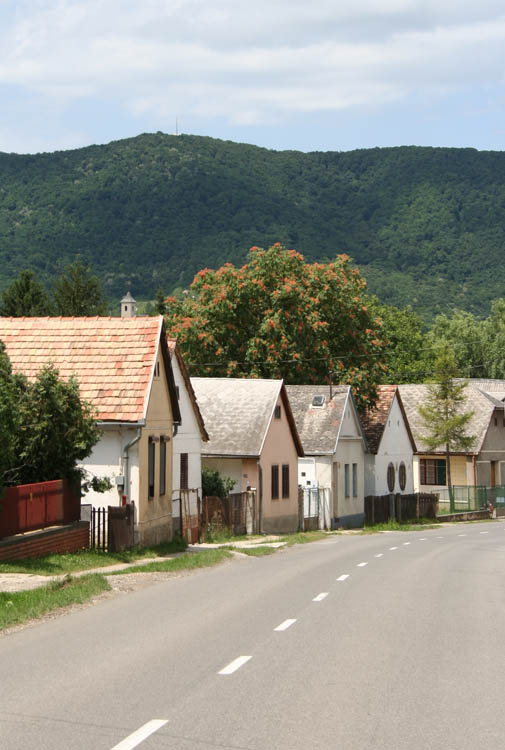
Hosszúhetényi utcarészlet

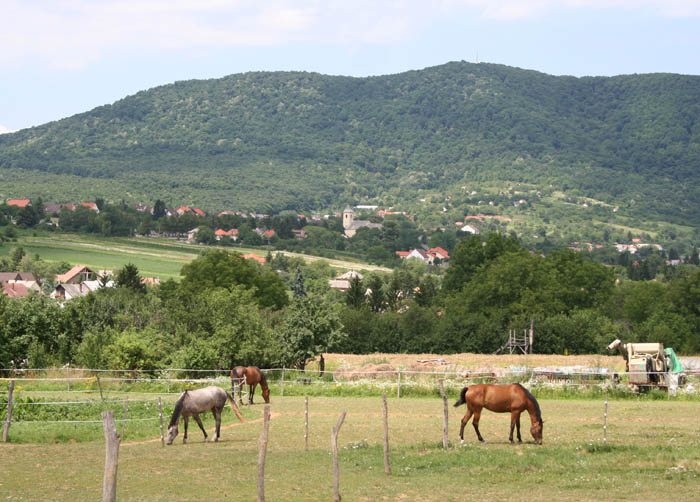
Nyugodt vidéki hangulat, a háttérben a Hármashegy

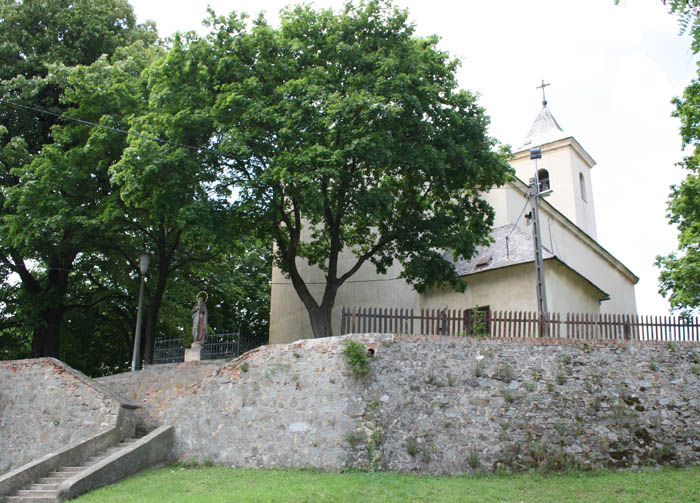
Római katolikus templom

A mai Hosszúhetény már a kőkorszak emberének is lakhelyül szolgált. A falutól délnyugatra egy neolitikus pengét találtak. Az újkőkor késői szakaszában élt lengyeli kultúra képviselőire vonatkozóan telepre utaló adattal rendelkezünk. A Dömös és Csókakő dombokon talált edények, illetve szerszám alakú bronz leletek azt bizonyítják, hogy a Pécs–Vasastól a Dömösig terjedő dombokon nagyobb bronzkori telep volt. A késői vaskorból került elő egy ún. gyaluforma (csiszolt kővéső) és egy barbár ezüstérem.
A rómaiak is megtelepedtek itt. Évtizedekkel ezelőtt, a ma már nem használt strandfürdő ásásakor előkerült két aranypénz Traianus idejéből. Jelentős római kori emlékeket találtak Csokoládépuszta környékén és a Somkerék-dűlőben: római villa, római sírok és más szórvány leletek kerültek elő a villa környékéről. A 67-32 méter alapterületű, 3. vagy 4. századi villa romjait 1937 és 1940 közt Dombay János találta meg. Később 2018-ban újranyitották a lelőhelyet és egy római villagazdaság romjai bukkantak elő. A falusiak máig mutogatják egy római kori út feltételezett maradványait. Valóban jelentős csomópont volt a mai falu határában: a mai Csokoládépuszta dűlő szomszédságában találkozott a nagy forgalmú Aquincum-Sopianae hadiút a fontos dunai átkelőhely Lugióból Sopianae felé tartó úttal.
A népvándorlás idején elnéptelenedett vidékre bajorok, főként pedig szlávok telepedtek le.[forrás?] Források nincsenek, de a hetényi hagyomány szerint a magyarok betelepedése után a területen Hetény vezér uralkodott, akinek a Zengő tövében volt a székhelye.
István király 1009-ben megvetette a pécsi püspökség alapjait. Ezzel közel egyidejű a pécsváradi bencés apátság alapítása 1015-ben. A Vas-hegy (a Zengő) környékének minden faluját az apátság szolgálatára rendelte a király, így Hosszúhetényt is. Hetényt először az apátság alapítólevele említi (Thetey írásmóddal), amely szerint már 998-ban az apátság birtoka volt. A tatárjárás itt is pusztított, de a lakosság el tudott bújni az erdőkben. A helyet a pécsváradi konvent nemes jobbágyai lakták. Egy 1292-1297 körüli tanú névsorban az apátság 10 hetényi nemes jobbágyát is felsorolják. 1543-ban Pécs elestével török kézre került. A lakosságot ismét megvédték a hegyek. Hetény a középkorban megőrizte színtiszta magyarságát és katolikus vallását. Mai területén tulajdonképpen több kis falu osztozott, amelyeknek nevét már csak dűlőnevek őrzik: Kovásséde, Becő, Nádas, Perény, Ormánd. Ormánd neve szláv eredetű, völgyet jelent.

### A szabadságharcban
Az 1848-1849-es szabadságharc idején Hosszúhetény a császáriakkal szembeni baranyai ellenállás góca volt, még akkor is amikor a szabadságharcot már vérbe fojtották. 1849-ben a hetényiek kiverték a császári helyőrséget és a kisebb Hird, Vasas, Szabolcs és Somogy falukkal együtt ezer nemzetőrt állítottak ki, többet, mint Pécs. A magyar reguláris hadseregben harcolt, majd hazatért, név szerint ismert hetényiek: Molnár József, Varga György, Dallos János, Rózsa Miklós, Dallos József, Pál János, Török István, Radó József, Botz Máté, Botz József (38. zászlóalj), Lovas András (1. huszárezred), Balázs Márton (127. zászlóalj). A kisújbányaiak: Kungl József, Fuksz József, Ebert János, Girschik Fülöp és Mayer János.

### A világháborúkban
Az első világháborúban a falunak 30 hősi halottja és 21 eltűntje volt. A második világháború a faluból 48 áldozatot szedett, köztük nőket is. Az első világháborús emlékmű az áldozatok neveivel a Templom téren található. A második világháborús emlékművet Bocz Gyula alkotta és a temetőben található.

### Magyar főpapok, egyházi vezetők
A püspökszentlászlói kastélyban szenvedett fogságot 1950. július 14. és november 1. közt Mindszenty József bíboroshercegprímás, október 10-étől pedig Grősz József kalocsai érsek is. Mindszentyvel együtt volt itt a lerombolt budapesti Regnum Marianum templom utolsó plébánosa, Tóth János (1908-1969) is. 1962 és 1964 közt itt volt segédkertész és az istállóból kialakított szobában lakott a beteg Kerkai Jenő páter, a KALOT mozgalom alapítója. Egy szívinflarktusa után itt véglegesítette a "somogyi terv"et, egy együttműködési javaslatot az állam és az egyház között, amivel csak újra felhívta magára a figyelmet, és ezután egy megfigyelhetőbb helyre vitték, Pannonhalmára. Két és fél évtizeddel később itt dolgozott Balog Zoltán későbbi lelkész és politikus.

### A Zengő-csata

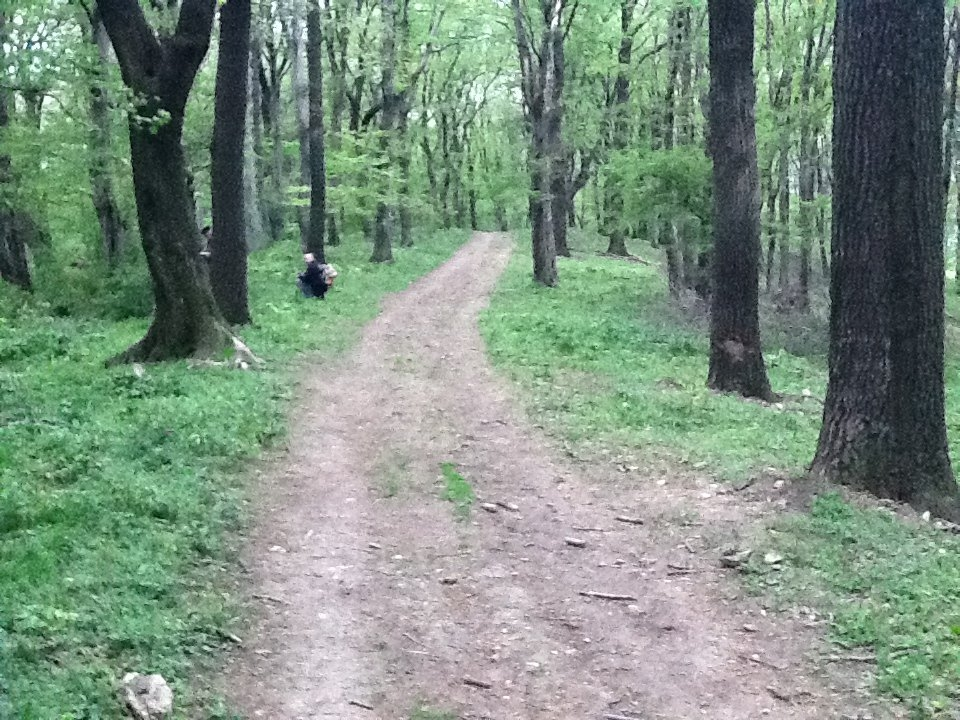
Lefelé a Zengőről, a Bocz-kereszt alatt.

Csata a Zengőn vagy Zengő-hegyi csata néven vonult be a köztudatba az az összecsapás, amelyre 2004. február 13-án került sor a Zengő hegyen hosszúhetényiek, pécsváradiak, környezetvédők, illetve a fakivágó munkásokkal érkező biztonsági őrök csapata között.
Az esemény, illetve utóélete jelentősen hozzájárult ahhoz, hogy a kormány végül letett arról, hogy NATO-radart építsen a Zengőre, lezárva egy éveken keresztül folyó vitát és megnyitva egy másikat: a kiszemelt új helyszín ellen ugyanis a közeli Pécs polgárai indítottak tiltakozást.

### A népszavazás
Nagy nyilvánosságot kapott az országos médiában a 2009 elején tartott, 800 ezer forintba került helyi népszavazás, amelyet azért kezdeményeztek helyiek, hogy az önkormányzat visszaállítson három, az előző rendszerben született, de átkeresztelt utcanevet. A korábbi Berki Fülöp utca maradt Hármas-hegy utca, a Felszabadulás utca Széchenyi utca, a Landler Jenő utca pedig Szent Borbála utca, mivel a népszavazás az alacsony részvétel miatt érvénytelen lett.

## Közélete

### Polgármesterei
- 1990–1994: Nádor Rudolfné (Fidesz)[10]
- 1994–1998: Nádor Rudolfné (független)[11]
- 1998–2002: Nádor Rudolfné (független)[12]
- 2002–2006: Faragóné Cseke Blanka (független)[13]
- 2006–2010: Faragóné Cseke Blanka (független)[14]
- 2010–2014: Dr. Csörnyei László Sándor (független)[15]
- 2014–2019: Dr. Csörnyei László Sándor (független)[16]
- 2019–2024: Dr. Csörnyei László Sándor (független)[17]
- 2024– : Dr. Csörnyei László Sándor (független)[1]

## Kultúrája
A falu színpompás népviselettel, sajátos népdal-, néptánc-, népszokás- és tájszókinccsel és tájszólással bír. Hagyományait a falu ápolja. "A lakosság értelmes, fogékony és érzékkel bír a művelődés, a haladás iránt" – írta az 1939-es szociális felmérés.
Baranya más részeihez hasonlóan az őslakosok neve tüke, a betelepülteké pejoratív használatban gyüttment.
Néhány hosszúhetényi tájszó: tülemtoló (vasvilla), tőtike (borászatban használt faedény), sikúdik (beborul), cikákol (krákog), burut (felhő), kuku vagy mony (tojás). Néhány hetényi ragadványnév: Csiha Bözsi, Bakhangya, Badijani, Gyuszipista.
A gazdag népmondakincs legismertebb darabja a Zengő mondája: a szentlászlói völgyben a Zengő felől néha csendes időben is morajlást lehet hallani. Ilyenkor a hagyomány szerint a hegy belsejébe szorult kincskeresők lelkei dörömbölnek, hogy kijuthassanak, és napokon belül fergeteg támad.
A falu saját betyárja Selma Jankó, aki a helyi történetek szerint Rózsa Sándorral harcolt együtt a szabadságharcban. Patkó Bandi betyárról is szólnak helyi történetek.
Hosszúhetényi népszokás a húsvét vasárnapi zarándoklat a Zengő oldalán álló "Bocz-kereszthez". A bárányles néven ismert zarándoklatban csak férfiak vehetnek részt.
A hagyományos magyar és német zene- és tánckultúrát nagymúltú Népi Együttes, több gyermek és felnőtt kórus és zenekar ápolja. 2013-ban lett 20 éves a Hosszúhetényi Daloskör.
A faluban megtalálható egy hindu templom is a Hegyalja utca 16. szám alatt.Itt külön féle programokban vehetnek részt a turisták és rendszeresen gyakorolhatják a hitéletet.

### Könnyűzene
A falu könnyűzenei élete is pezsgő, több zenekarnak van bázisa a faluban, például a hetényi lányok létrehozta Rokokó Rosé, vagy a SickSkillz zenekar. A Talicskaolimpia kísérőrendezvényei az évente tartott Folktalicska és Rocktalicska fesztiválok.

### Képzőművészet
Helyi identitását nevében is megfogalmazó képzőművész csoport a Hetényi Hetek. A csoport összetétele változik, nem is feltétlenül heten vannak. Tagjai: Bocz Gyula (szobrász, posztumusz), Borsi Lakatos László (szobrász), Deák Zsuzsanna (grafikusművész), Dechandt Antal (festő, szobrász), Gelencsér János (festő) Ilovay Zsuzsa (ékszerművész), Heritesz Gábor (szobrász), Marsai Ágnes (képzőművész), Molnár Sándor (keramikus), Takács Gábor (fotóművész). A csoporthoz általában nem sorolt más művészek is élnek Hosszúhetényban.
A csoport tagjai közül Bocz Gyula, a szimbolikus Hetény vezér szobor alkotója és a villányi szoborpark egyik alapítója már nem él. A Hetény vezér szobor, a falu egyik fő találkozópontja, az alkotó síremlékének is számít, a szobornál időnként mécsesek is megjelennek.

## A kultúrában
Hosszúhetényi népdalokat dolgoz fel Tillai Aurél Zengő felett című kórusműve.

## A népesség alakulása
A helyi önkormányzat adatai szerint:
| Lakosok száma | 3464 | 3414 | 3359 | 3383 | 3453 | 3398 | 3348 | 3328 |
|               | 2013 | 2014 | 2015 | 2019 | 2021 | 2022 | 2023 | 2024 |

További népességadatok Bezerédy Győző Hosszúhetény-monográfiája szerint:
- 1970: 3647
- 1960: 3539
- 1949: 3094
- 1938: 2786
- 1930: 2876
- 1926: 2571
- 1880: 2214
- 1813: 2061
- 1786-1787: 1580
- 1735: 1480
- 1554: 44 adózó porta

2001-ben lakosságának 1,9%-a német, 2,2%-a cigány nemzetiségűnek vallotta magát.
A 2011-es népszámlálás során a lakosok 79,4%-a magyarnak, 2,6% cigánynak, 0,2% horvátnak, 5,4% németnek mondta magát (20,3% nem nyilatkozott; a kettős identitások miatt a végösszeg nagyobb lehet 100%-nál). A vallási megoszlás a következő volt: római katolikus 50%, református 2,9%, evangélikus 1,2%, görögkatolikus 0,2%, felekezeten kívüli 15,5% (28,8% nem nyilatkozott).
2022-ben a lakosság 88,5%-a vallotta magát magyarnak, 4% németnek, 2,3% cigánynak, 0,4% horvátnak, 0,1-0,1% lengyelnek, görögnek, szerbnek és ukránnak, 2,6% egyéb, nem hazai nemzetiségűnek (11,1% nem nyilatkozott; a kettős identitások miatt a végösszeg nagyobb lehet 100%-nál). Vallásuk szerint 35,8% volt római katolikus, 3,4% református, 0,7% evangélikus, 0,1% ortodox, 1,3% egyéb keresztény, 1% egyéb katolikus, 15,8% felekezeten kívüli (41,7% nem válaszolt).

## Névtörténet

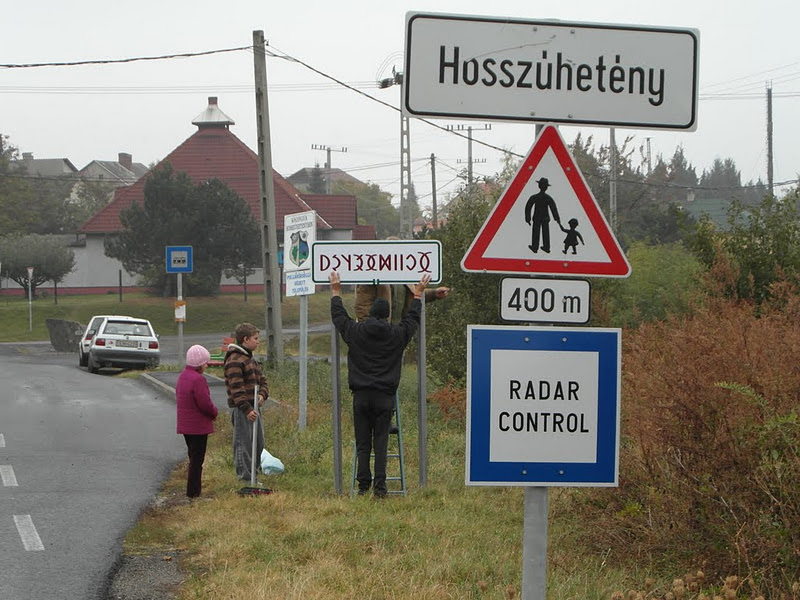
Latin és rovásbetűs helynévtáblák Hosszúhetényen.

A falu neve (régí írásmóddal Heten) a hét számnévnek lehet származéka, vagy egy másik feltevés szerint a törzsnévszerű szétszórtságban jelentkező Hetény helynevek valamilyen népcsoporthoz kapcsolódnak (Lovászhetény, Tiszahetény, Hetényegyháza, Hetény a Felvidéken, Hetény a Vajdaságban). Emellett az is lehet, hogy személynévi eredetű, vagyis azonos a magyar Hetény személynévvel.
A megkülönböztető Hosszú- előtag a falu kiterjedésére, elnyúlt alakjára utal.
A község lakosai szerint a falu nevét Hetény vezérről kapta, akinek itt birtoka volt (és Bocz Gyula helyben élő művész jóvoltából a faluban szobra is van).
Szóban és írásban is léteznek különböző változatai: Hetény, Villa Heten, Hetin, Hőszű Hetyny, Hoszu Heten, Hoszu Hetteny, Hoszszu Hetény, H.Heteny, Hoszuhetény, Hoszszu- Hetény, Hoszszú-Hetény, H.hetény, Thetey, Hethen… Az első adat 1015-ből származik, az írásmód ekkor Thetey (a Szent István király által az ekkor alapított pécsváradi bencés apátságnak adományozott területek közt).
A Hetény nevű Kárpát medencei településekkel Hosszúhetény rendszeres kapcsolatot szervezett.
Egy 1554-ben, a török hódoltság idején készült összeírásban már felismerhetők számos mai hosszúhetényi család ősei.
Hosszúhetény rovásos helynévtábláit 2011. október 23-án avatták.

### Idegen elnevezései
A település német neve Hetting. Horvátul a pécsi horvátok által használt Hetinj szó terjedt el, de korábban ugyanők Jetinnek, a szigetvári horvátok Hetinnek, a nagykozári horvátok pedig Etinjnek nevezték a falut.

## Gazdasága

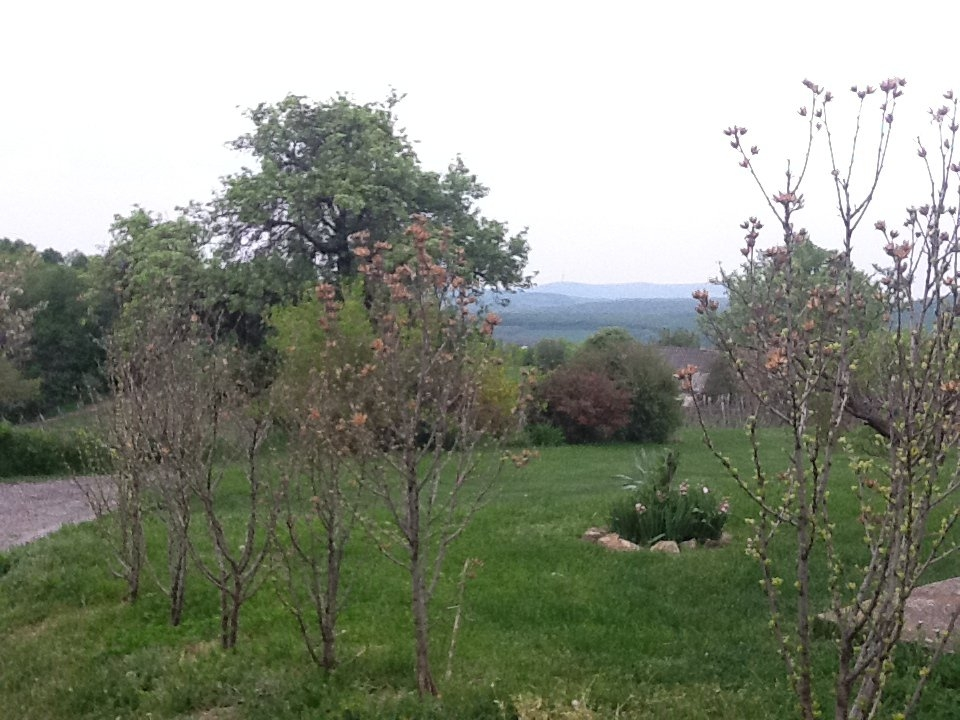
Mediterrán tavasz a hosszúhetényi pincék közt.

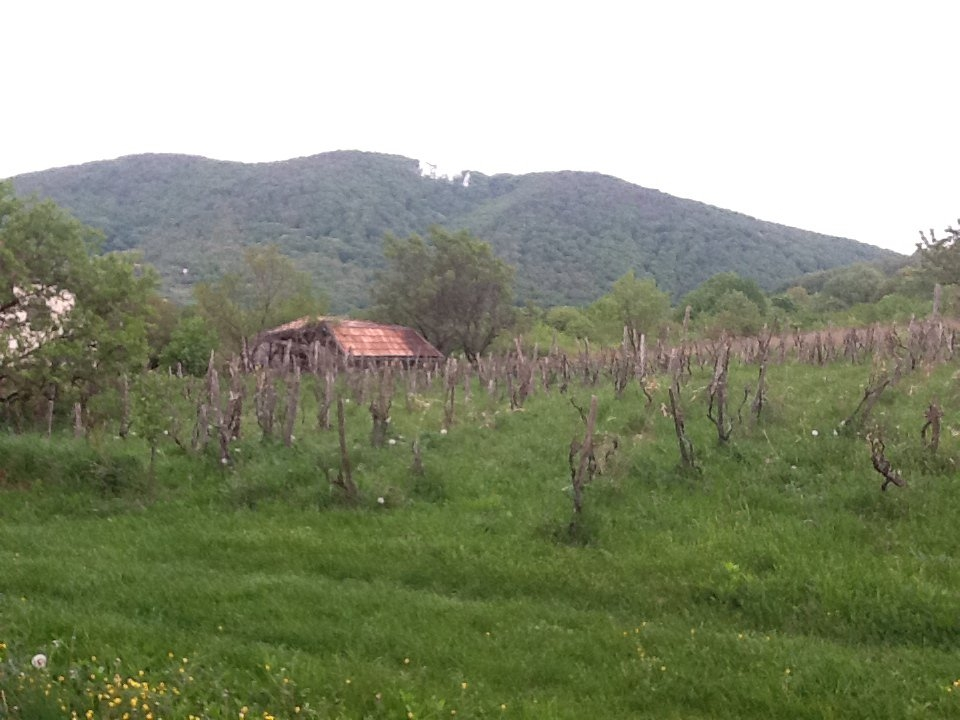
A pincék közt a Hármashegy alatt.

Hagyományosan földművelő falu, a földművelés azonban mára visszaszorult, bár a szőlőtermelés jelentős. Lakosainak jelentős része dolgozik a falun kívül, főképp Pécsett és Komlón.
A mára lehanyatlott mecseki bányászat fellendülésével a 19. századtól egyre több bányász élt a faluban, akik közül sokan úgy települtek be. Az 1939-es felmérés szerint a lakosok egyharmada volt szénbányamunkás, kőbányász, iparos, kereskedő. A településen is mélyítettek aknákat, sőt az 1950-es években arra is készültek tervek, hogy Komlóhoz hasonlóan lakótelepekkel átalakított bányavárossá alakítják, ezek a tervek azonban nem váltak valóra és a falu megőrizte a természetes környezetbe simuló képét.

### Falusi turizmus
Hosszúhetényben más kelet-mecseki falvakkal együtt már a 20. század első felében gyökeret vert a falusi turizmus. Az utóbbi évtizedekben ez újjáéledt és több tucat család foglalkozik vendéglátással.

### Bor
Bortermelő falu. A mecsekaljai borvidék pécsi körzetéhez tartozik (együtt Cserkút, Ivánbattyán, Keszü, Kővágószőlős, Mecseknádasd, Pécs, Pécsvárad és Szemely településekkel).
Ismert bortermelők:
- Schunk József[34]
- Szabó Zoltán[35]

## Társadalma
Hagyományosan jómódú, rászorulóival törődő településként tartják számon. Az 1920-as és 1930-as években Baranya megye más településeihez hasonlóan itt is sok tiltott abortuszra derült fény, és többek közt ezek miatt egy ideig az Ormánsághoz hasonlóan az egykézés egyik fészkeként tartották számon Hosszúhetényt és erről a lapok is cikkeztek. A 30-as évek második felétől a téma nem merül fel ismét és a jelentős turisztikai és egyéb fejlesztésekbe fogó falut dinamikus, fejlődő településként emlegetik.
Az 1939-es szociális felmérés szerint a szegények száma alacsony volt: „Gondozásra szoruló munkaképtelenek és aggok száma 9. Helyzetük elég jó. A község készpénzsegélyben részesíti őket, 3 egyén részére lakást nyújt. Egyébként a lakosság segélyezi őket” – írta a felmérés.
Évtizedekig fájó pont volt a „fatelepi” cigány nyomortelep. Az ott lakó családoknak az önkormányzat segítséget kívánt nyújtani, hogy élhető otthonhoz jussanak. A nyomortelepet 2012-re felszámolták.

## Látnivalók

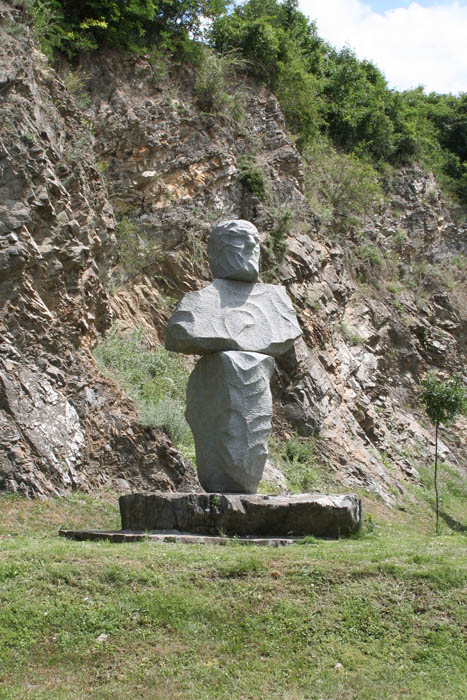
Hetény vezér, Bocz Gyula szobra.

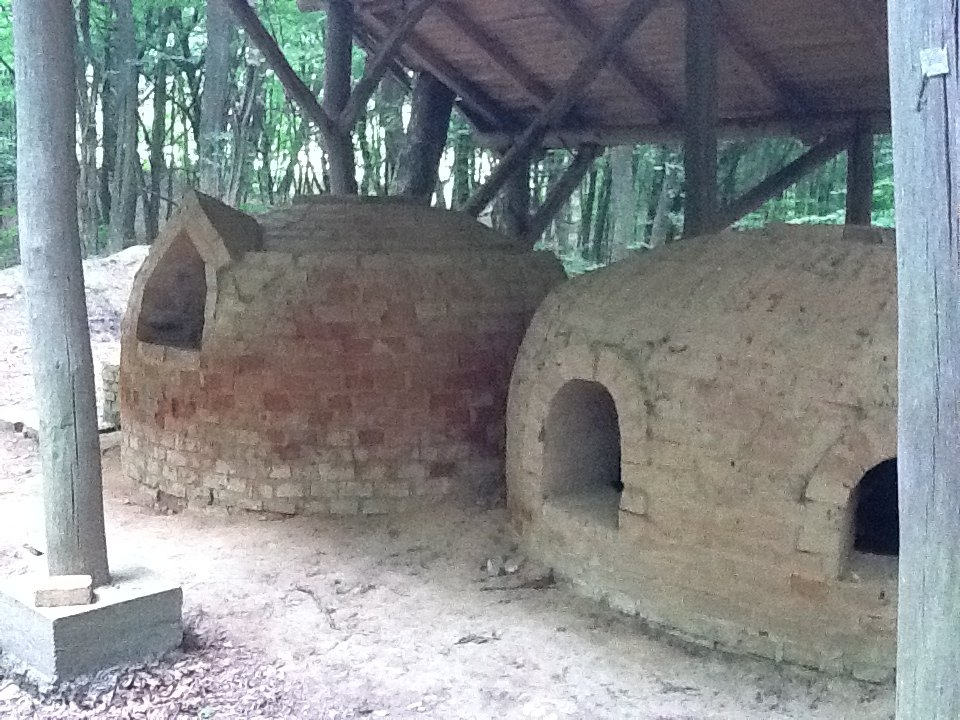
Üvegfúvó kemencék.

- A romantikus hangulatú, hegyekkel, völgyekkel tarkított táj 1977-től tájvédelmi körzet. Növényvilága igen gazdag, különlegességei a bánáti bazsarózsa, a nagyezerjófű, a leánykökörcsin, a magyar zergevirág. Hosszúhetény határából a hetényi pincék közt, illetve Püspökszentlászló felé gyalogolva is utak indulnak a Zengő hegy csúcsára, a Zengővár romjaihoz. Népszerű kirándulóhely a vízesésekkel, zúgókkal és zöld sziklákkal tarkított Hidasi-völgy, a közelében Pusztabánya helyreállított üvegfúvó kemencéivel.
- A község lakosságának nagy része a 18. században földműveléssel foglalkozott, a Daragó-forrás vizét pedig malmok hajtására használták. (Az 1815. évi malomösszeírás adatai szerint Hetényben 14, az 1828. évi szerint 12, 1842-1844. évi szerint 16 malom volt.) A malomépületek közül több megtekinthető ma is. Az egyik ormándi utcai felújított malom Almalomb néven országos ismertségű étterem.
- A mai Kisújbányán 1760 körül üveghuta létesült és 1809-ig működött. A Pusztabánya dűlőben több 18. századi üveghuta maradvány került elő. A már elnéptelenedett faluban két hutát helyreállítottak, ezekben – illetve a környéken – alkalmanként ma is fújnak üveget. Ritka látványosság a Kisújbánya és Óbánya közt húzódó patakvölgy. A kisújbányai út felől gyalog megközelíthető a Márévár.
- A szűk szentlászlói völgyön túl a püspökszentlászlói püspöki kastély, templom, arborétum és Szent László király szobra.
- Hosszúhetény falu barokk katolikus templomát 1733-ban kezdték építeni, 1783-ban fejezték be, és Szent Miklósnak ajánlották. Freskóit Gebauer Ernő pécsi festő készítette. Búcsúja december 6-án van, ezen a napon hagyományosan hazalátogatnak rokonaikhoz az elszármazott hetényiek.
- A gazdag helyi népi kultúra nemzetközi hírű ápolója a Hosszúhetényi Népi Együttes.
- Hosszúhetény évszázadok óta szőlőtermelő hely kiváló fehérborokkal, pincevárosa a falunál is nagyobb és egyik-másik pincében előzetes megbeszéléssel vendégeket is fogadnak. Hosszúhetény Pécsváraddal együtt a Mecsekalji Történelmi Borvidék keleti termőkörzetét alkotja.
- Bocz Gyula köztéri szobrai, köztük a Hetény vezér.
- A tájház (Kossuth L. u. 10, felújítás alatt, várhatóan 2011 októberére nyílhat újra.[37]
- A borbélymúzeum (Kossuth L. u., pénteken 17 és 19 óra, szombaton fél 9 és fél 12 között, a többi napokon megbeszéléssel).
- Az üvegmúzeum (a központban, a művelődési ház földszintjén).
- A Schellenberger-présház.
- Kőmorzsoló óriás.

Turisták látogatta helyek a közelben Kárász, Magyaregregy,  Óbánya, Pécsvárad, Szászvár, Pécsvárad és Zengővárkony. Hosszúhetény és Pécsvárad közt található, az utóbbihoz közelebb egy kis völgyben a Dombay-tó fürdőhely.

## Nevezetes lakosai
- Andrásfalvy Bertalan politikus, néprajztudós
- Balog Zoltán lelkész, politikus (a katolikus szociális otthon gondnoka volt 1979-80-ban)
- Bocz Gyula szobrász
- Deák Zsuzsanna grafikus
- Degré Alajos jogtudós
- Ember István orvos, egyetemi tanár
- Ferling József a Ferling PR ügynökség alapító tulajdonosa
- Fischer Mária író
- Garay László botanikus
- Dr. Győrfy Mihály környezetvédő (Civilek a Zengőért Mozgalom, Civilek a Mecsekért Mozgalom)
- Herbert Tamás környezetvédő (Civilek a Zengőért Mozgalom)
- Hetényi Varga Károly író
- Juranics Antal győri püspök 1797. szeptember 28-tól hosszúhetényi plébános volt
- Kaszás János tanító, néptánckutató és oktató[38]
- Kerkai Jenő, a KALOT alapítója Püspökszentlászlón volt segédkertész, favágó 1962-től két és fél évig
- Marsai Ágnes képzőművész
- Bogdásai Nemes János pedagógus, néprajzgyűjtő
- Pál Rita író
- Szabó Zoltán borász
- Szalavári Imre szövő népművész
- Szuppán Irén textilművész (1927-2016)
- Vácz Jenő jezsuita atya[39]

A falu történetének kiemelkedő alakjai közt tartják számon Hegyessy Lászlót (Bátaszék, 1807. december 2. – Martonfa, 1904. március 8.), a "lovaspapot", aki Magyarország leghosszabb ideig egy helyben szolgáló plébánosa lehetett (66 évig volt hosszúhetényi plébános) és Bogdásai Nemes János tanító-iskolaigazgató-néprajzkutatót, a Gyöngyösbokréta mozgalom megszervezőjét (1893 Szentkút – 1984 Hosszúhetény).

## Rendszeres rendezvények
- Tavasszal lovastalálkozó.
- Tavasszal állatvásár, nemzetközi talicskatoló olimpia.  Archiválva 2007. június 3-i dátummal a Wayback Machine-ben
- Nyáron az üvegfúvó napok (az egykori hutavidék évente más-más településén).
- Júniusban a püspökszentlászlói búcsú.
- Szeptemberben a szüreti ünnepségek.
- Novemberben a kisújbányai Márton napi búcsú.
- Decemberben az adventi vásár.

## Sport

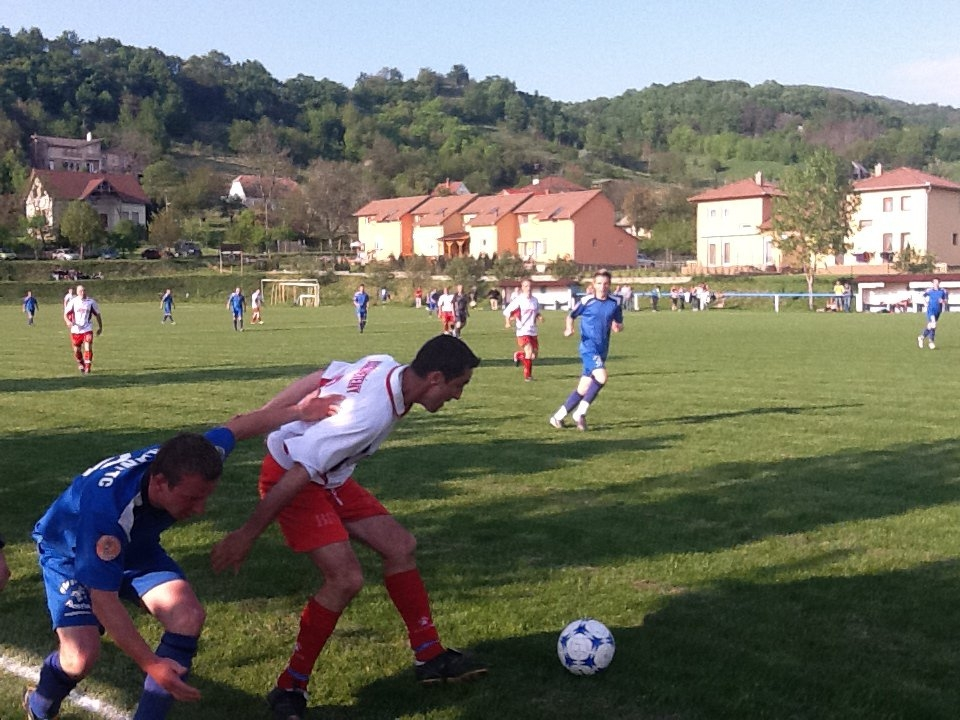
Hosszúhetény SE vs Villány a megyei I. osztályban, 2011. április 24.

A Hosszúhetény SE-nek kézilabda, labdarúgás, kerékpár és autó-motor szakosztályai vannak.
A női és férfi kézilabdások a megyei bajnokságok legfelső szintjén szerepelnek, a férfi labdarúgócsapat a megyei másodosztályban.
A falu mellett rendszeresen rendeznek off-road-raliversenyeket és a siklóernyő sport is népszerű.
Évente tartott nemzetközi rendezvény a hosszúhetényi Talicskaolimpia.
A falu kerékpárversenyek kiindulópontja. 2012-ben először rendeztek országoskerékpárbajnokság-fordulót Hosszúhetényben.

## Testvértelepülések
- Alfdorf, Németország
- Morolo, Olaszország – A legkorábbi testvértelepülésről, Morolóról az 1990-es évek közepén utcát neveztek el Hosszúhetényben.
- Tamásfalva, Délvidék
- Tordaszentlászló, Erdély
- Unterschleißheim, Németország (mint a Zengőalja régió testvérvárosa)